# ماريا فكتر
ماريا تريزا فيكتر (بالألمانية:Maria Theresia Fekter) هي سياسية نمساوية تنتمي إلى حزب الشعب النمساوي (ÖVP)، وُلدت في الأول من فبراير لعام 1956 في النمسا، شغلت منصب وزيرة الداخلية النمساوية من عام 2008 وحتى عام 2011 ثم تولت منصب وزيرة الاقتصاد من عام 2011 وحتى عام 2013، كما أنها كانت عضوة في المجلس الوطني النمساوي من عام 1990 وحتى عام 2017.

## حياتها
التحقت ماريا بمدرسة كرويسشفيسترن الثانوية في جموندن وقد حصلت على شهادة الثانوية في عام،1975 وبعد ذلك التحقت بجامعة لينس لدراسة الحقوق وقد أتمت دراستها في عام 1979. وفي عام 1982 نالت شهادة ماجستير في علم الاقتصاد.

### حياتها الشخصية
إن ماريا مُتزوجة ولديها ابنه واحدة.

### حياتها السياسية
بدأت مسيرتها السياسية عندما كانت مستشارة بلدية أتنانج بوخهايم من عام 1986 وحتى عام 1990، وأصبحت بعد ذلك عضوة في مجلس رئاسة اتحاد النمسا للاقتصاد من عام 1990 وحتى عام 2002 وفي الوقت ذاته كانت وكيلة وزارة الشؤون الاقتصادية في حكومة فرانتس فرانيتسكي من عام 1990 وحتى عام 1994.
كانت ماريا عضوة في المجلس الوطني النمساوي من عام 1994، وكذلك تشغل منذ عام 2002 منصب رئيسة اللجنة الاقتصادية لاتحاد نساء أوروبا. ترأست ماريا من نوفمبر لعام 2006 وحتى الخامس من يونيو لعام 2007 رئاسة تكتل يوروفايتر تايفون في المجلس الوطني النمساوي.

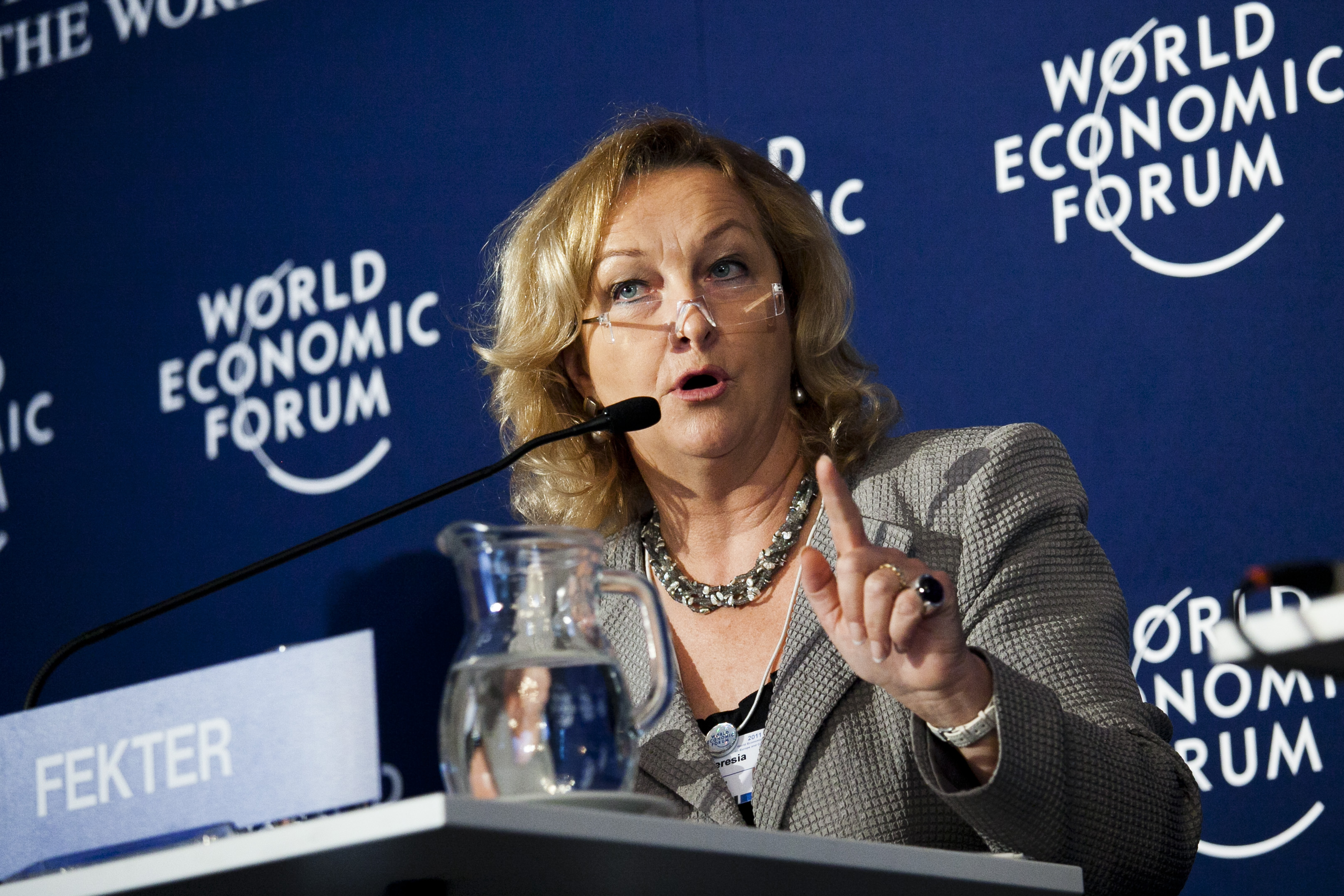
ماريا فكتر خلال المنتدى الاقتصادي العالمي عام 2011

## وزارة الداخلية
تولت ماريا منصب وزيرة الداخلية النمساوية في الأول من يوليه لعام 2008 كخليفة للسياسي جونتر باتلر وذلك أثناء حكومة ألفرد جوسنباور. ظلت ماريا في المنصب حتى بعد انتخابات المجلس الوطني النمساوي في عام 2008 وتولى فيرنر فايمان رئاسة الحكومة الجديدة، ولكن مع استقالة وزير المالية يوسف برول في أبريل عام 2011 تولت هي المنصب خلافة له. ولعل محاور ماريا السياسية كوزيرة داخلية تمثلت في مكافحة الجريمة عبر البلاد وتعديل قانون الأجانب من جديد وتسريع إجراءات اللجوء.

### مكافحة الجريمة
كلفت ماريا في عام 2009 بتكوين قوات خاصة من رجال الشرطة من أجل مكافحة الانتهاكات في المناطق المجاورة للحدود، وقد تولت الفرقة عملها في العام ذاته. وقد أدت الفرقة التي سُميت باسم «سوكو اوست» والتي كانت في فيينا وبورغنلاند والنمسا السفلى إلى رفع نسبة الوعي بجرائم الانتهاكات وكذلك العمل على صورة الأوضاع عبر البلاد. وبعد نقد في بادئ الأمر أعلنت الوزيرة أنه سيستمر العمل بفرقة سوكو اوست بسبب انخفاض معدل جرائم الانتهاك وارتفاع معدل الوعي بها.

### قانون الأجانب
عملت ماريا في عام 2009 أيضًا على قانون الأجانب، فقد سُرعت إجراءات اللجوء من خلال تعديلات في القانون تتعلق بالأجانب حيث أصبح يتم إقصاء وترحيل طالبي اللجوء الذين قد يكونون ذا خلفية إجرامية بشكل أسرع وكذلك التسجيل الإجباري لطالبي اللجوء الآخرين، وفيما يتعلق بوضع أفراد العائلة أصبح الأمر أكثر سهولة؛ نظرًا لإبطال إمكانية عقوبة دعم المهاجرين غير شرعيين.
انتقدت أحزاب المجلس الوطني النمساوي تعديلات القانون بشكل متفاوت، حيث رفضته الأحزاب الشعبوية اليمينية مثل حزب الحرية النمساوي وحزب اتحاد مستقبل النمسا بشكل صارم، في حين أن حزب الخضر النمساوي اعتبره ضد «القسوة الإنسانية». أعلنت مختلف المنظمات غير حكومية أيضًا عن نقدها من بينها منظمة تعاون اللجوء في النمسا (Asylkoordination Österreich) ومنظمة لجوء في حاجة لمساعدة اللاجئين (Asyl in Not) وغيرها.

## وزارة المالية
تولت ماريا منصب وزيرة المالية في الحادي والعشرين من أبريل لعام 2011 بعد استقاله وزير المالية الأسبق يوسف برول وانتهت فترة منصبها كوزيرة مالية في السادس عشر من شهر ديسمبر لعام 2013 خلال حكومة فيرنر فايمان، وكان أخر تصريح لها كوزيرة مالية«لن تفتقدوني».